# Il crocevia dei corvi
Il crocevia dei corvi (Rozdroże kruków) è il settimo romanzo della Saga di Geralt di Rivia (saga o wiedźminie) dello scrittore polacco Andrzej Sapkowski. È stato pubblicato in Polonia nel 2024, mentre in Italia è uscito nel 2025 tramite Editrice Nord.
Si tratta di un prequel sia degli eventi della Saga di Witcher di Sapkowski (1994-1999) sia delle sue raccolte di racconti (La spada del destino (1992) e L'ultimo desiderio (1993)) e narra le vicende di un giovane Geralt che, poco dopo aver completato l'addestramento a Kaer Morhen, ha ucciso il suo primo "mostro"...